# Три карбованці
Три карбованці — радянський короткометражний комедійний художній фільм, знятий кіностудією «Грузія-фільм» у 1976 році. Четверта новела з циклу короткометражних телефільмів Резо Габріадзе про веселі пригоди трьох дорожніх майстрів. Випускався на VHS виданням «Майстер Тейп» в серії «Короткометражних фільмів Резо Габріадзе».

## Сюжет
Знайшовши на дорозі біля вагончика три карбованці, дорожні майстри Абессалом, Бесо і Гігла вирішили податися в місто. Одягнулися і поїхали на «Запорожці» в Тбілісі. Спочатку їх машину за порушення зупиняє міліціонер і відбирає 1 карбованець як штраф. Потім друзі вирішують виграти книги в лотереї, але витративши ще 1 карбованець на чотири квитки — не виграють нічого. Приїхавши в парк Ваке, Абессалом, Бесо і Гігла вирішують витратити гроші на атракціони, але незабаром Гігла ненавмисно упускає ще один карбованець у фонтан, і у друзів не залишається грошей. Хитрий Гігла примудряється покататися безкоштовно, супроводжуючи хлопчика, чия мама боїться кататися на атракціонах. Потім друзі вирішують повернутися назад, але назустріч їм їде пожежна машина з включеною сиреною. Абессалом, Бесо і Гігла вирішують поїхати дивитися на пожежу і запропонувати свою допомогу. Переслідуючи пожежників, вони з жахом виявляють, що їх вагончик і все, що було у ньому, згоріло. Наступного ранку друзі продовжують роботу, роблячи дорожню розмітку у своєму парадному одязі.

## У ролях
- Кахі Кавсадзе — Бесо (Віссаріон), головний герой
- Баадур Цуладзе — Гігла, головний герой
- Гіві Берікашвілі — Авесалом, головний герой

## Знімальна група
- Режисер — Рамаз Шарабидзе
- Сценарист — Реваз Габріадзе
- Оператор — Абесалом Майсурадзе
- Композитор — Джансуг Кахідзе
- Художники — Ія Кікнадзе, Нодар Сулеманашвілі